# 2017년 KBO 리그
KBO 리그의 2017년 시즌은 KBO 리그의 36번째 시즌이며, 대한민국의 10개 프로 야구 구단들이 참가한다. 2016년 KBO 리그 시즌에 이어 타이어뱅크가 3년 연속 타이틀 메인 스폰서로 참여함에 따라 2017 타이어뱅크 KBO 리그라고도 불린다.

## 달라지는 점
- 이전 시즌까지는 FA를 신청한 선수의 원 소속 구단에서 우선적으로 협상할 수 있는 기간을 두고 이 기간이 지나면 다른 구단에서 협상할 수 있는 기간을 둔 후 이 기간에도 협상이 이뤄지지 않으면 모든 구단과 자유롭게 협상할 수 있도록 하였으나, FA 제도가 개편되어 이번 시즌부터 우선협상기간을 폐지함으로써 FA 신청 선수는 곧바로 모든 구단과 자유롭게 협상하게 된다.
- 개막전 경기를 잠실(한화:두산), 대구(KIA:삼성), 마산(롯데:NC), 고척(LG:넥센), 문학(KT:SK)에서 3월 31일 금요일 오후 7시에 시작한다.
- 넥센 히어로즈의 염경엽 감독이 사퇴하고 SK 와이번스 단장으로 취임하였고, 넥센 히어로즈는 장정석을 새 감독으로 선임하였다.
- SK 와이번스가 김용희 감독과 재계약을 포기하고 트레이 힐만을 새 감독으로 선임하였다.
- 삼성 라이온즈가 류중일 감독과 재계약을 포기하고 김한수를 새 감독으로 선임하였다.
- KT 위즈가 조범현 감독과 재계약을 포기하고 김진욱을 새 감독으로 선임하였다.
- KT 위즈가 2년간 주어지는 신생팀 혜택이 끝나면서 외국인 선수 보유 가능 숫자가 다른 팀들과 동일하게 3명으로 줄어들었다. 또한, 타 팀에서 FA 선수를 영입할 경우 그 팀에서 보상선수를 지명할 수 있게 된다.
- 국내 3번째 독립 구단인 파주 챌린저스가 4월에, 국내 4번째 독립 구단인 고양 위너스가 6월에, 국내 5번째 독립 구단인 양주 레볼루션이 8월에, 국내 6번째 독립 구단인 의정부 신한대학교 피닉스와 국내 7번째 독립 구단인 성남 블루 팬더스가 10월에, 국내 8번째 독립구단인 수원 로보츠가 12월에 창단했다.
- 비디오 판독 시 심판이 아닌 전문 판독관이 판정하고, 미국 메이저리그처럼 외부 비디오 판독 센터에서 판정하는 방식으로 변경된다. 또 기존 중계 카메라에 자체 카메라를 3대 정도 추가한다. 단, 중계방송이 있는 경기에 한하며 추후 중계방송이 없는 경기에도 자체 판독 시스템을 갖출 예정이다.
- 스프링캠프를 2월 1일부터 시작할 수 있다.
- 시범경기를 3월 14일부터 3월 26일까지 개최하고, 팀당 12경기씩 총 60경기를 시행하기로 했다.
- 구단이 총재에게 임의탈퇴를 신청한 후에는 이를 철회할 수 없다는 규정을 신설하였다.
- 구단이 군보류 선수의 보류권을 포기할 경우 해당선수에게 통보하고, 해당선수에게 통보가 어려울 경우 배우자 또는 직계존속에게 통지해야하며, 구단은 이러한 사실을 확인하는 서면을 총재에게 제출해야 한다는 조항을 신설하였다.
- 연봉 3억원 이상인 선수가 부상 등으로 현역선수에서 말소된 후 치료나 재활을 마치고 최초로 퓨처스리그에 등록한 후 소속구단이 10경기를 실시한 다음날부터 감액하는 규정을 15일이 지난 다음날부터 감액하는 것으로 변경하였다.
- 정규시즌 중 성적이 동일한 복수의 구단이 웨이버에 의한 양수를 신청할 경우 전년도 성적의 역순으로 우선 순위를 정한다는 내용을 추가했다.
- 경기 외적인 품위손상행위에 기존 기타 인종차별, 성폭력 외에 음주운전, 도박, 도핑을 추가하였다.
- 총재가 부정행위 및 품위손상 행위를 인지한 경우 또는 신고·확인 과정에서 해당직무의 수행에 지장이 있다고 인정하는 경우 제재가 결정될 때까지 즉시 참가활동(직무)을 정지할 수 있다는 내용을 추가하였다.
- FA는 다음년도 1월 15일까지 원소속구단을 포함한 모든 구단(외국 프로구단을 포함)과 다음연도 선수 계약을 위한 교섭을 할 수 있다'는 조항을 삭제하였다.
- 'FA선수와 계약을 체결한 구단은 2일 이내에 총재에게 계약서를 제출해야 하고, 총재는 계약서를 제출 받은 후 2일 이내에 계약 사실을 공시해야 한다'는 조항을 '다음날 총재에게 계약서를 제출하고 총재는 계약서를 제출 받은 다음날 공시해야 한다’로 변경하였다.
- FA 승인선수로 공시된 이후 미계약 기간이 3년이 경과된 후에는 자유계약선수로 신분을 변경하기로 했다.
- 선수계약의 양수도를 통해 외국인선수를 영입하는 경우도 추가등록 횟수에 포함하기로 했으며, 외국인선수의 웨이버도 국내 선수와 동일하게 적용하기 위해 웨이버 마감일인 7월 24일을 넘길 경우 8월 15일 추가 등록일 까지는 임의탈퇴 등 신분변경을 할 수 없다는 조항을 삭제하였으며, '계약연도 12월 31일까지 재계약을 체결해야 한다'는 내용도 삭제하였다.
- 외국인 지도자 및 선수의 고용구조가 변해감에 따라 벤치에 들어가는 인원 중 통역의 숫자를 기존 1명(필요시 2명)에서 3명으로 상향조정했다.
- 퓨처스리그 경기시간은 전 경기를 13시에 시작하되, 경기력 향상을 위하여 혹서기인 7~8월은 모든 경기를 16시에 거행하기로 하였고, 구단은 필요 시 경기개시시간을 11시, 16시 및 야간경기로 변경할 수 있도록 했다.
- 7월 24일부터 3주간 퓨처스리그 경기를 평일 저녁 6시 30분, 주말 6시 등 야간경기로 진행한다.
- 퓨처스리그의 엔트리 등록 마감시간을 경기시작 90분 전까지로 했고, 말소된 선수의 재등록 가능 시한은 기존 규정이던 3일을 없애고 당일 엔트리 등록제로 변경했으며 우천으로 순연되어 재편성된 인터리그 경기가 재차 취소될 경우 추가로 편성하지 않기로 했다.
- WBC, 프리미어 12, 올림픽 및 아시안게임 또상해총재가FA정 등 국일수횡 성 적과 관계없이 공식 소집기간 동안 모두 보상해주기로 했다. FA 등록일수 보상은 해외진출선수에게도 적용된다(단, 해당대회에서 병역혜택을 받은 선수는 제외).
- 경기의 스피드업을 위해 이닝 중 투수교체 시간을 2분 30초에서 2분 20초로, 연습투구 시간을 2분 10초에서 2분으로 각 10초씩 단축했다.(단, 투수의 갑작스런 퇴장이나 부상으로 교체시간이 지연될 경우에는 예외로 하며, 이때의 투수교체 시간은 심판 재량)
- 합의판정에 이의를 제기할 수 없으며, 이를 위반 시 퇴장조치하기로 했다.
- 심판 합의판정 제도가 '비디오 판독'으로 명칭이 바뀐다.
- 비디오 판독시 판독관 3명과 전문 엔지니어 3명이 참여한다.
- 2차 드래프트시 각 구단의 유망주 보호를 위하여 1~2년차 선수(2016년 이후 입단한 소속선수와 육성선수)를 지명대상에서 제외하기로 하고, 군보류 선수는 지명대상에 포함 시키기로 했다. 기존에는 연차 구분 없이 소속선수와 육성선수만을 지명대상으로 했다. 또 한 구단에서 지명해 영입할 수 있는 인원은 기존 5명에서 4명으로 줄었다. 지명순서도 각 라운드 모두 직전시즌 성적의 역순으로 변경되었다. 단, 동률 시에는 전년도 성적의 하위팀이 우선하여 지명하게 된다.
- 와일드카드 결정전에서 패한팀에게도 분배금을 지급하기로 했다. 따라서, 전체 포스트시즌 입장수입에서 필요경비를 제외한 후 정규시즌 우승팀이 20%를 가져가게 되며, 나머지 금액에서 한국시리즈 우승팀 50%, 준우승팀 24%, 플레이오프에서 패한 팀 14%, 준플레이오프에서 패한팀 9%, 와일드카드 결정전에서 패한팀이 3%를 각각 지급받게 된다.

## 구단별 캐치프레이즈(슬로건)
- 두산 베어스 : WINNING TEAM DOOSAN 2017! V6
- NC 다이노스 : 거침없이 가자 행진
- 넥센 히어로즈 : The Burgundy Revolution
- LG 트윈스 : 서울은 LG, 승리는 트윈스
- KIA 타이거즈 : 동행_Always KIA TIGERS
- SK 와이번스 : 따뜻한 울림 뜨거운 질주
- 한화 이글스 : 나는 이글스다, 함성으로 물들여라
- 롯데 자이언츠 : 도약, 2017
- 삼성 라이온즈 : Pride! We're Samsung Lions
- KT 위즈 : 감동을 주는 야구! 근성의 kt wiz

## 선수 이동

### 시즌 전
- 2017년 신인지명 선수
  - 두산 베어스 : 최동현, 박치국, 김명신, 지윤, 문대원, 이병휘, 박유연, 백민규, 박찬범, 전태준, 박성환
  - NC 다이노스 : 김태현, 신진호, 김진호, 소이현, 김영중, 이재용, 권법수, 김민수, 김호민, 강병무, 신재필[1]
  - 넥센 히어로즈 : 이정후, 김혜성, 양기현, 최규보, 오윤성, 정윤호, 김재웅, 이병규, 김대현[1], 류승범[1], 이재홍[1]
  - LG 트윈스 : 고우석, 손주영, 이창율, 이찬혁, 김성협, 박부성, 오석주, 신경모, 김광수, 김태형, 전준호
  - KIA 타이거즈 : 유승철, 이승호, 박진태, 김석환, 강찬영, 송후섭, 김용인, 박정우, 최승주, 정윤환, 이정훈
  - SK 와이번스 : 이원준, 김성민, 박성한, 권기영, 김표승, 이정범, 남윤성, 이재록, 김두환, 정영광, 도윤[1]
  - 한화 이글스 : 김병현, 김진영, 김성훈, 박상원, 원혁재, 여인태, 김지훈, 박진수, 김기탁, 이주형, 김명서
  - 롯데 자이언츠 : 윤성빈, 나종덕, 김민수, 강동호, 박성민, 홍지훈, 이지원, 김종환, 이재욱, 최민국, 송창현
  - 삼성 라이온즈 : 장지훈, 최지광, 나원탁, 김시현, 김성윤, 최종현, 문용익, 김태수, 곽경문, 조현덕, 정성훈
  - KT 위즈 : 조병욱, 이정현, 이종혁, 홍현빈, 한승훈, 문상인, 안치영, 이재근, 김민섭, 한기원, 이성욱

- 독립야구단 영입 선수
  - 윤국영 : 연천 미라클 → NC 다이노스

- 독립야구단 이적 선수
  - 김상현 : KT 위즈 → 저니맨 외인구단
  - 유창식 : KIA 타이거즈 → 저니맨 외인구단

- FA 잔류 선수
  - 이호준 : NC 다이노스 (FA 대상이었지만 본인이 신청 거절)
  - 김승회 : SK 와이번스 (FA 대상이었지만 본인이 신청 거절)
  - 이우민 : 롯데 자이언츠 (FA 대상이었지만 본인이 신청 거절)
  - 김재호 : 두산 베어스 (총액 4년 50억)
  - 나지완 : KIA 타이거즈 (총액 4년 40억)
  - 김광현 : SK 와이번스 (총액 4년 85억)
  - 이현승 : 두산 베어스 (총액 3년 27억)
  - 양현종 : KIA 타이거즈 (총액 1년 22.5억)
  - 봉중근 : LG 트윈스 (총액 2년 15억)
  - 조영훈 : NC 다이노스 (총액 2년 4.5억)
  - 정성훈 : LG 트윈스 (총액 1년 7억)
  - 이진영 : KT 위즈 (총액 2년 15억)

- FA 이적 선수
  - 이원석 : 두산 베어스 → 삼성 라이온즈 (총액 4년 27억)
  - 최형우 : 삼성 라이온즈 → KIA 타이거즈 (총액 4년 100억)
  - 우규민 : LG 트윈스 → 삼성 라이온즈 (총액 4년 65억)
  - 차우찬 : 삼성 라이온즈 → LG 트윈스 (총액 4년 95억)

- FA 영입에 따른 보상선수 이적 선수
  - 이흥련 : 삼성 라이온즈 → 두산 베어스 (이원석의 보상선수 자격으로 이적)[2]
  - 강한울 : KIA 타이거즈 → 삼성 라이온즈 (최형우의 보상선수 자격으로 이적)
  - 최재원 : 삼성 라이온즈 → LG 트윈스 (우규민의 보상선수 자격으로 이적)
  - 이승현 : LG 트윈스 → 삼성 라이온즈 (차우찬의 보상선수 자격으로 이적)

- 군 입대 선수

《상무 야구단 입단 선수》
- 두산 베어스 : 윤명준, 허준혁, 강동연, 최용제
- NC 다이노스 : 강민국, 최승민
- KIA 타이거즈 : 이준영, 전상현, 황대인
- SK 와이번스 : 박민호, 조영우
- 한화 이글스 : 송창현, 장운호
- 롯데 자이언츠 : 김준태
- 삼성 라이온즈 : 박계범
- KT 위즈 : 김민수, 문상철, 김민혁

《경찰청 입단 선수》
- 두산 베어스 : 정수빈, 이흥련
- NC 다이노스 : 김태진
- LG 트윈스 : 홍창기
- SK 와이번스 : 조한욱, 이현석
- 롯데 자이언츠 : 홍성민, 한승혁
- 삼성 라이온즈 : 김재현
- KT 위즈 : 배병옥

- 방출(보류선수 제외) 선수
  - 두산 베어스 : 박성민
  - NC 다이노스 : 최재혁
  - 넥센 히어로즈 : 신명수, 정회찬
  - LG 트윈스 : 윤여운
  - KIA 타이거즈 : 김병현, 최용규
  - SK 와이번스 : 김기현, 원용묵
  - 한화 이글스 : 이시찬, 황재규
  - 롯데 자이언츠 : 김성호, 강승현, 이경우, 허준혁
  - 삼성 라이온즈 : 김건한, 조현근, 서동환, 우병걸, 노진용, 박제윤, 박상원, 안창하, 정민우, 배진호, 이동현, 이동훈
  - KT 위즈 : 모상기

- 방출 후 이적선수
  - 최영진 : 두산 베어스 → 삼성 라이온즈
  - 김태완 : 한화 이글스 → 넥센 히어로즈
  - 김승회 : SK 와이번스 → 두산 베어스
  - 최경철 : LG 트윈스 → 삼성 라이온즈
  - 김지성 : LG 트윈스 → KIA 타이거즈
  - 임태준 : 넥센 히어로즈 → SK 와이번스
- 트레이드 영입 선수
  - 강윤구 : 넥센 히어로즈 → NC 다이노스 (김한별과 1:1 트레이드)
  - 김한별 : NC 다이노스 → 넥센 히어로즈 (강윤구와 1:1 트레이드)

- 은퇴 선수
  - 오장훈 : 두산 베어스 → 은퇴 (제주도 귤 농장 직원)
  - 정현욱 : LG 트윈스 → 은퇴 (삼성 라이온즈 불펜코치)
  - 이정식 : 삼성 라이온즈 → 은퇴 (삼성 라이온즈 육성군 배터리코치)
  - 이승호 : SK 와이번스 → 은퇴
  - 홍성흔 : 두산 베어스 → 은퇴 (샌디에이고 파드리스 루키팀 코치)
  - 이병규 : LG 트윈스 → 은퇴 (스카이 스포츠 해설위원)
  - 김태완 : 삼성 라이온즈 → 은퇴
  - 김광삼 : LG 트윈스 → 은퇴 (LG 트윈스 재활군코치)
  - 용덕한 : NC 다이노스 → 은퇴 (고양 다이노스 배터리 코치)[3]
  - 이희근 : KT 위즈 → 은퇴 (한화 이글스 육성군 배터리코치)
  - 이정훈 : 넥센 히어로즈 → 은퇴 (원주고등학교 투수코치)
  - 고영민 : 두산 베어스 → 은퇴 (KT 위즈 2군 수비 및 1루코치)
  - 김강 : 두산 베어스 → 은퇴 (두산 베어스 2군 타격코치)

- 방출 외국인 선수
  - 롯데 자이언츠 : 파커 마켈 (선수 본인이 계약 해지 요청[4])

- 신규 영입 외국인 선수
  - NC 다이노스 : 재비어 스크러그스, 제프 맨쉽
  - 넥센 히어로즈 : 션 오설리반
  - KIA 타이거즈 : 팻 딘, 로저 버나디나
  - SK 와이번스 : 대니 워스, 스콧 다이아몬드
  - 한화 이글스 : 알렉시 오간도, 카를로스 비야누에바
  - 롯데 자이언츠 : 파커 마켈, 앤디 번즈, 닉 애디튼
  - 삼성 라이온즈 : 앤서니 레나도, 재크 페트릭, 다린 러프
  - KT 위즈 : 돈 로치, 조니 모넬

- 재계약 성공 외국인 선수
  - 두산 베어스 : 닉 에번스, 마이클 보우덴, 더스틴 니퍼트
  - NC 다이노스 : 에릭 해커
  - 넥센 히어로즈 : 앤디 밴 헤켄, 대니 돈
  - LG 트윈스 : 데이비드 허프, 헨리 소사, 루이스 히메네스
  - KIA 타이거즈 : 헥터 노에시
  - SK 와이번스 : 메릴 켈리
  - 한화 이글스 : 윌린 로사리오
  - 롯데 자이언츠 : 브룩스 레일리
  - KT 위즈 : 라이언 피어밴드

- 재계약 포기 외국인 선수
  - NC 다이노스 : 재크 스튜어트, 에릭 테임즈
  - 넥센 히어로즈 : 스콧 맥그레거
  - KIA 타이거즈 : 지크 스프루일, 브렛 필
  - SK 와이번스 : 헥터 고메즈, 브라울리오 라라
  - 한화 이글스 : 파비오 카스티요, 에릭 서캠프
  - 롯데 자이언츠 : 조쉬 린드블럼, 저스틴 맥스웰
  - 삼성 라이온즈 : 아놀드 레온, 아롬 발디리스, 요한 플란데
  - KT 위즈 : 조쉬 로위, 트래비스 밴와트, 앤디 마르테[5][6]

- 해외 진출 선수
  - 에릭 테임즈 : NC 다이노스 → 밀워키 브루어스 (총액 3+1년 1500만 달러)
  - 조쉬 린드블럼 : 롯데 자이언츠 → 피츠버그 파이어리츠[7]
  - 트래비스 밴와트 : KT 위즈 → 클리블랜드 인디언스[8]
  - 짐 아두치 : 롯데 자이언츠 → 디트로이트 타이거스[9]
  - 콜린 벨레스터 : 삼성 라이온즈 → 디트로이트 타이거스[10]
  - 재크 스튜어트 : NC 다이노스 → 볼티모어 오리올스[11]
  - 파비오 카스티요 : 한화 이글스 → LA 다저스[12]
  - 브렛 필 : KIA 타이거즈 → 디트로이트 타이거스[13]
  - 황재균 : 롯데 자이언츠 → 샌프란시스코 자이언츠 (총액 1년 310만달러)[14]
  - 요한 피노 : KT 위즈 → 미네소타 트윈스[15]
  - 이민재 : LG 트윈스 → 요미우리 자이언츠[16]
  - 지크 스프루일 : KIA 타이거즈 → 라미고 몽키스
  - 브라울리오 라라 : SK 와이번스 → 워싱턴 내셔널스[17]
  - 헥터 고메즈 : SK 와이번스 → 필라델피아 필리스[18]
  - 고창성 : NC 다이노스 → 시드니 블루삭스

- 국내 복귀 선수
  - 이대호 : 시애틀 매리너스 → 롯데 자이언츠 (총액 4년 150억원)

### 시즌 중
- 독립야구단 영입선수
  - 김호준 : 파주 챌린저스 → 두산 베어스
  - 현도훈 : 파주 챌린저스 → 두산 베어스

- 방출(계약해지) 선수
  - 롯데 자이언츠 : 이여상
  - 삼성 라이온즈 : 신용운
  - 한화 이글스 : 구본범, 이양기, 조인성, 이종환
  - KT 위즈 : 김상현
  - KIA 타이거즈 : 김다원

- 방출 후 이적선수
  - 이상훈 : 삼성 라이온즈 → kt 위즈

- 은퇴 선수
  - 손용석 : 롯데 자이언츠 → 은퇴 (롯데 자이언츠 2군 전력분석원)
  - 마정길 : 넥센 히어로즈 → 은퇴 (넥센 히어로즈 불펜코치)
  - 이재우 : 한화 이글스 → 은퇴 (한화 이글스 2군 불펜코치)
  - 최영필 : KIA 타이거즈 → 은퇴 (KIA 타이거즈 전력분석원)
  - 송신영 : 한화 이글스 → 은퇴 (화성 히어로즈 2군 투수코치)
  - 박용근 : KT 위즈 → 은퇴
  - 박재상 : SK 와이번스 → 은퇴 (SK 와이번스 1루주루코치)

- 트레이드 영입 선수
  - 김민식 : SK 와이번스 → KIA 타이거즈
  - 노관현 : SK 와이번스 → KIA 타이거즈
  - 이명기 : SK 와이번스 → KIA 타이거즈
  - 최정민 : SK 와이번스 → KIA 타이거즈 (이상 노수광, 윤정우, 이성우, 이홍구와 4:4 트레이드)
  - 노수광 : KIA 타이거즈 → SK 와이번스
  - 윤정우 : KIA 타이거즈 → SK 와이번스
  - 이성우 : KIA 타이거즈 → SK 와이번스
  - 이홍구 : KIA 타이거즈 → SK 와이번스 (이상 김민식, 노관현, 이명기, 최정민과 4:4 트레이드)
  - 신성현 : 한화 이글스 → 두산 베어스 (최재훈과 1:1 트레이드)
  - 최재훈 : 두산 베어스 → 한화 이글스 (신성현과 1:1 트레이드)
  - 장시환 : KT 위즈 → 롯데 자이언츠
  - 김건국 : KT 위즈 → 롯데 자이언츠 (이상 오태곤, 배제성과 2:2 트레이드)
  - 오태곤 : 롯데 자이언츠 → KT 위즈
  - 배제성 : 롯데 자이언츠 → KT 위즈 (이상 장시환, 김건국과 2:2 트레이드)
  - 김성민 : SK 와이번스 → 넥센 히어로즈 (김택형과 1:1 트레이드)
  - 김택형 : 넥센 히어로즈 → SK 와이번스 (김성민과 1:1 트레이드)
  - 김종민 : KT 위즈 → NC 다이노스 (강장산과 1:1 트레이드)
  - 강장산 : NC 다이노스 → KT 위즈 (김종민과 1:1 트레이드)
  - 정대현 : kt 위즈 → 넥센 히어로즈
  - 서의태 : KT 위즈 → 넥센 히어로즈 (이상 윤석민과 1:2 트레이드)
  - 윤석민 : 넥센 히어로즈 → kt 위즈 (정대현, 서의태와 1:2 트레이드)
  - 손동욱 : KIA 타이거즈 → 넥센 히어로즈
  - 이승호 : KIA 타이거즈 → 넥센 히어로즈 (이상 김세현, 유재신과 2:2 트레이드)
  - 김세현 : 넥센 히어로즈 → KIA 타이거즈
  - 유재신 : 넥센 히어로즈 → KIA 타이거즈 (이상 손동욱, 이승호와 2:2 트레이드)

- 방출 외국인 선수
  - 넥센 히어로즈 : 션 오설리반 (사유 : 성적 부진), 대니 돈 (사유 : 성적 부진)
  - LG 트윈스 : 루이스 히메네스 (사유 : 성적 부진 및 발목 부상), 제임스 로니 (사유 : 무단 귀국)
  - SK 와이번스 : 대니 워스 (사유 : 어깨 부상)
  - 롯데 자이언츠 : 닉 애디튼 (사유 : 성적 부진)
  - KT 위즈 : 조니 모넬 (사유 : 성적 부진)

- 신규 영입 외국인 선수
  - 넥센 히어로즈 : 제이크 브리검, 마이클 초이스
  - LG 트윈스 : 제임스 로니
  - SK 와이번스 : 제이미 로맥
  - 롯데 자이언츠 : 조쉬 린드블럼
  - KT 위즈 : 멜 로하스 주니어

- 해외 진출 선수
  - 션 오설리반 : 넥센 히어로즈 → 워싱턴 내셔널스[19]
  - 루이스 히메네스 : LG 트윈스 → 아길라스 시베나스

- 2018년 신인지명 선수
  - KIA 타이거즈 : 한준수, 김유신, 하준영, 이원빈, 오정환, 윤희영, 김승범, 백미카엘, 문장은, 윤중현, 박희주
  - 두산 베어스 : 곽빈, 박신지, 정철원, 김민규, 전민재, 배창현, 이승민, 박성모, 신현수, 정우석, 권민석
  - 롯데 자이언츠 : 한동희, 이승헌, 정성종, 김도규, 김동우, 김현, 이호연, 최하늘, 박지호, 정보근, 장두성
  - NC 다이노스 : 김시훈, 김형준, 오영수, 김철호, 김재균, 신민혁, 공수빈, 최보성, 김영규, 이승헌, 이인혁
  - SK 와이번스 : 김정우, 조성훈, 최민준, 유호식, 최준우, 전경원, 이채호, 최경태, 강동권, 이희재, 송현제[20]
  - LG 트윈스 : 김영준, 성동현, 이재원, 최현준, 조선명, 이강욱, 김의준, 송찬의, 이나현, 최우혁, 문성주
  - 넥센 히어로즈 : 안우진, 김선기, 예진원, 추재현, 배현호, 김수환, 신효승, 조병규, 이재승, 조재건, 정동욱
  - 한화 이글스 : 성시헌, 이승관, 박주홍, 정은원, 이원석, 임지훈, 이성원, 김민기, 양경민, 정문근, 김진욱
  - 삼성 라이온즈 : 최채흥, 양창섭, 김태우, 김용하, 이태훈, 윤정빈, 김윤수, 박용민, 공민규, 서주원, 맹성주
  - KT 위즈 : 김민, 강백호, 최건, 박재영, 고명성, 윤강찬, 신병률, 백선기, 박주현, 이창엽, 조대현

## 시범 경기
- 기간 : 3월 14일 ~ 3월 26일

| 순위 | 구단          | 경기 | 승 | 무 | 패 | 승률  | 연속 | 게임차 |
| ---- | ------------- | ---- | -- | -- | -- | ----- | ---- | ------ |
| 1위  | KT 위즈       | 11   | 7  | 1  | 3  | 0.700 | 1승  | 0.0    |
| 2위  | NC 다이노스   | 11   | 5  | 3  | 3  | 0.625 | 1패  | 1.0    |
| 3위  | 두산 베어스   | 12   | 6  | 2  | 4  | 0.600 | 1패  | 1.0    |
| 3위  | 한화 이글스   | 12   | 6  | 2  | 4  | 0.600 | 1승  | 1.0    |
| 5위  | 넥센 히어로즈 | 12   | 5  | 3  | 4  | 0.556 | 1승  | 1.5    |
| 6위  | LG 트윈스     | 12   | 5  | 2  | 5  | 0.500 | 1승  | 2.0    |
| 7위  | KIA 타이거즈  | 11   | 5  | 0  | 6  | 0.455 | 1승  | 2.5    |
| 8위  | 롯데 자이언츠 | 11   | 4  | 2  | 5  | 0.444 | 4패  | 2.5    |
| 9위  | SK 와이번스   | 12   | 4  | 2  | 6  | 0.400 | 1패  | 3.0    |
| 10위 | 삼성 라이온즈 | 12   | 2  | 1  | 9  | 0.182 | 1패  | 5.5    |

## 정규 리그
- 기간 : 3월 31일 ~ 9월 17일
- 잔여 경기기간 : 9월 19일 ~ 10월 3일

개막 경기는 2015년도 순위를 기준으로 1-6위 팀, 2-7위 팀, 3-8위 팀, 4-9위 팀, 5-10위 팀 간 경기로 편성해, 잠실(한화:두산), 대구(KIA:삼성), 마산(롯데:NC), 고척(LG:넥센), 문학(KT:SK) 등 5개 구장에서 3연전으로 펼쳐진다.
이미 포스트시즌이 확정된 팀들끼리 경우의 수가 발생했다. NC 다이노스와 롯데 자이언츠와의 3,4위 쟁탈전을 두고 최종전 경기를 했다. 일단 NC 다이노스가 무조건 최종전을 이긴 후 롯데 자이언츠가 져야 하는 상황이었다. 이유는 NC 다이노스가 이기고 롯데 자이언츠도 함께 승리하면 우선 승률은 같아진다. 그러나 승자승에서 9승 7패로 롯데 자이언츠가 앞서있기 때문에 3위가 된다. NC 다이노스는 초반부터 한화 이글스하고 물고 늘어지는 경기를 계속 되었다. 한편 롯데 자이언츠는 LG 트윈스를 앞서갔고 결국 4:2로 이겼다. 이 때문에 NC 다이노스는 7회말에 8:8으로 비기고 있는 사이에 이미 롯데 자이언츠가 이겼다는 소식이 들어왔고, 사실 NC 다이노스 경기 결과 상관없이 롯데 자이언츠는 3위가 이미 확정되었고, NC 다이노스는 4위가 결정되었다.

### 팀 순위
| 순위 | 구단          | 경기 | 승 | 무 | 패 | 승률  | 승차 | 포스트시즌             |
| ---- | ------------- | ---- | -- | -- | -- | ----- | ---- | ---------------------- |
| 1위  | KIA 타이거즈  | 144  | 87 | 1  | 56 | 0.608 | 0.0  | 한국시리즈 진출        |
| 2위  | 두산 베어스   | 144  | 84 | 3  | 57 | 0.596 | 2.0  | 플레이오프 진출        |
| 3위  | 롯데 자이언츠 | 144  | 80 | 2  | 62 | 0.563 | 6.5  | 준플레이오프 진출      |
| 4위  | NC 다이노스   | 144  | 79 | 3  | 62 | 0.560 | 7.0  | 와일드카드 결정전 진출 |
| 5위  | SK 와이번스   | 144  | 75 | 1  | 68 | 0.524 | 12.0 | 와일드카드 결정전 진출 |
| 6위  | LG 트윈스     | 144  | 69 | 3  | 72 | 0.489 | 17.0 | 진출실패               |
| 7위  | 넥센 히어로즈 | 144  | 69 | 2  | 73 | 0.486 | 17.5 | 진출실패               |
| 8위  | 한화 이글스   | 144  | 61 | 2  | 81 | 0.430 | 25.5 | 진출실패               |
| 9위  | 삼성 라이온즈 | 144  | 55 | 5  | 84 | 0.396 | 30.0 | 진출실패               |
| 10위 | KT 위즈       | 144  | 50 | 0  | 94 | 0.347 | 37.5 | 진출실패               |

### 통계

#### 타자 TOP
| 부문        | 선수                         | 기록  |
| ----------- | ---------------------------- | ----- |
| 타율(AVG)   | 김선빈 (KIA 타이거즈)        | 0.370 |
| 홈런(HR)    | 최정 (SK 와이번스)           | 46    |
| 타점(RBI)   | 다린 러프 (삼성 라이온즈)    | 124   |
| 득점(R)     | 로저 버나디나 (KIA 타이거즈) | 118   |
| 안타(H)     | 손아섭 (롯데 자이언츠)       | 193   |
| 출루율(OBP) | 최형우 (KIA 타이거즈)        | 0.450 |
| 장타율(SLG) | 최정 (SK 와이번스)           | 0.684 |
| 도루(SB)    | 박해민 (삼성 라이온즈)       | 40    |

#### 투수 TOP
| 부문          | 선수                                              | 기록  |
| ------------- | ------------------------------------------------- | ----- |
| 승리(W)       | 양현종 (KIA 타이거즈), 헥터 노에시 (KIA 타이거즈) | 20    |
| 평균자책(ERA) | 라이언 피어밴드 (KT 위즈)                         | 3.04  |
| 탈삼진(SO)    | 메릴 켈리 (SK 와이번스)                           | 189   |
| 세이브(SV)    | 손승락 (롯데 자이언츠)                            | 37    |
| 홀드(HLD)     | 진해수 (LG 트윈스)                                | 24    |
| 승률(WPCT)    | 헥터 노에시 (KIA 타이거즈)                        | 0.800 |

### 시즌 1호 기록
- 1호 안타 : LG 트윈스 이형종 (상대투수 : 넥센 히어로즈 앤디 밴 헤켄)
- 1호 볼넷 : 한화 이글스 김태균 (상대투수 : 두산 베어스 더스틴 니퍼트)
- 1호 사사구 : NC 다이노스 재비어 스크러그스 (상대투수 : 롯데 자이언츠 브룩스 레일리)
- 1호 도루 : 두산 베어스 김재호
- 1호 도루저지 : 롯데 자이언츠 강민호
- 1호 타점 : KT 위즈 유한준 (상대투수 : SK 와이번스 메릴 켈리)
- 1호 득점 : KT 위즈 하준호
- 1호 홈런 : KIA 타이거즈 나지완 (상대투수 : 삼성 라이온즈 재크 패트릭)
- 1호 끝내기 : 두산 베어스 민병헌 (상대투수 : 한화 이글스 송신영)
- 1호 실책 : 넥센 히어로즈 고종욱
- 1호 폭투 : KIA 타이거즈 헥터 노에시
- 1호 병살타 : LG 트윈스 오지환
- 1호 삼진투수 : 넥센 히어로즈 앤디 밴 헤켄
- 1호 피삼진타자 : LG 트윈스 루이스 히메네스
- 1호 비디오판독 : 두산 베어스 박건우
- 1호 승리투수 : LG 트윈스 헨리 소사
- 1호 패전투수 : 넥센 히어로즈 앤디 밴 헤켄
- 1호 무승부투수 : 두산 베어스 김강률, 삼성 라이온즈 권오준
- 1호 홀드 : LG 트윈스 이동현, 진해수, 신정락
- 1호 세이브 : LG 트윈스 정찬헌

### 개인 달성 기록

#### 3월
- 손시헌(NC 다이노스)은 3월 31일 마산에서 열린 롯데와의 경기에서 역대 59번째 통산 200번째 2루타를 달성하였다.
- 김주찬(KIA 타이거즈)은 3월 31일 대구에서 열린 삼성과의 경기에서 역대 28번째 통산 2200루타를 달성하였다.

#### 4월
- 오재원(두산 베어스)은 4월 1일 잠실에서 열린 한화와의 경기에서 역대 16번째 통산 250도루를 달성하였다.
- 김주찬(KIA 타이거즈)은 4월 1일 대구에서 열린 삼성과의 경기에서 역대 28번째 통산 1500안타를 달성하였다.
- 우규민(삼성 라이온즈)은 4월 1일 대구에서 열린 KIA와의 경기에서 역대 2번째 4타자 연속 3구 삼진을 달성하였다.
- 손아섭(롯데 자이언츠)은 4월 2일 마산에서 열린 NC와의 경기에서 역대 130번째 통산 네 자릿수 경기 출장, 역대 63번째 통산 500사사구를 달성하였다.
- 나지완(KIA 타이거즈)은 4월 4일 광주에서 열린 SK와의 경기에서 역대 131번째 통산 네 자릿수 경기 출장을 달성하였다.
- 김태균(한화 이글스)은 4월 4일 대전에서 열린 NC와의 경기에서 역대 4번째 통산 1100사사구를 달성하였다.
- 최정(SK 와이번스)은 4월 6일 광주에서 열린 KIA와의 경기에서 역대 28째 통산 800타점을 달성하였다.
- 서건창(넥센 히어로즈)은 4월 7일 잠실에서 열린 두산과의 경기에서 역대 22번째 사이클링 히트(넥센 히어로즈 구단 최초)를 달성하였다.
- 최정(SK 와이번스)은 4월 8일 문학에서 열린 NC와의 경기에서 역대 3번째 한 경기 4홈런, 역대 33번째 통산 2200루타를 달성하였다.
- 배영수(한화 이글스)는 4월 11일 대구에서 열린 삼성과의 경기에서 역대 9번째 통산 1300탈삼진을 달성하였다.
- 손아섭(롯데 자이언츠)은 4월 11일 문학에서 열린 SK와의 경기에서 역대 60번째 통산 200번째 2루타, 역대 77번째 통산 500타점을 달성하였다.
- 장원삼(삼성 라이온즈)은 4월 11일 대구에서 열린 한화와의 경기에서 역대 22번째 통산 1100탈삼진을 달성하였다.
- 박경수(KT 위즈)는 4월 11일 고척에서 열린 넥센과의 경기에서 역대 78번째 통산 1200경기 출장을 달성하였다.
- 손아섭(롯데 자이언츠)은 4월 12일 문학에서 열린 SK와의 경기에서 역대 57번째 통산 1200안타를 달성하였다.
- 손승락(롯데 자이언츠)은 4월 14일 사직에서 열린 삼성과의 경기에서 역대 5번째 통산 200세이브를 달성하였다.
- 이원석(삼성 라이온즈)은 4월 16일 사직에서 열린 롯데와의 경기에서 역대 132번째 통산 네 자릿수 경기 출장을 달성하였다.
- 이대형(KT 위즈)은 4월 19일 수원에서 열린 KIA와의 경기에서 역대 35번째 통산 1500경기 출장을 달성하였다.
- 나주환(SK 와이번스)은 4월 20일 문학에서 열린 넥센과의 경기에서 역대 101번째 통산 1100경기 출장을 달성하였다.
- 강민호(롯데 자이언츠)는 4월 20일 사직에서 열린 NC와의 경기에서 역대 24번째 통산 세 자릿수 사구를 달성하였다.
- 이종욱(NC 다이노스)은 4월 21일 대구에서 열린 삼성과의 경기에서 역대 62번째 통산 1300경기 출장을 달성하였다.
- 김태군(NC 다이노스)은 4월 21일 대구에서 열린 삼성과의 경기에서 역대 1번째 4연타석 사구를 달성하였다.
- 배영수(한화 이글스)는 4월 21일 수원에서 열린 KT와의 경기에서 역대 6번째 통산 130승을 달성하였다.
- 오재원(두산 베어스)은 4월 23일 문학에서 열린 SK와의 경기에서 역대 81번째 통산 500득점을 달성하였다.
- 최정(SK 와이번스)은 4월 23일 문학에서 열린 두산과의 경기에서 역대 29번째 통산 700사사구를 달성하였다.
- 최정(SK 와이번스)은 4월 25일 잠실에서 열린 LG와의 경기에서 역대 6번째 12년 연속 두 자릿수 홈런을 달성하였다.
- 김재호(두산 베어스)는 4월 26일 고척에서 열린 넥센과의 경기에서 역대 133번째 통산 네 자릿수 경기 출장을 달성하였다.
- 박석민(NC 다이노스)은 4월 26일 마산에서 열린 KT와의 경기에서 역대 61번째 통산 200번째 2루타를 달성하였다.
- 정근우(한화 이글스)는 4월 26일 사직에서 열린 롯데와의 경기에서 역대 46번째 통산 1400경기 출장을 달성하였다.
- 최준석(롯데 자이언츠)은 4월 27일 사직에서 열린 한화와의 경기에서 역대 82번째 통산 500득점을 달성하였다.
- 나지완(KIA 타이거즈)은 4월 28일 광주에서 열린 NC와의 경기에서 역대 47번째 통산 600사사구를 달성하였다.
- 이현호(두산 베어스)는 4월 29일 잠실에서 열린 롯데와의 경기에서 역대 17번째 1구 투구 승리투수를 달성하였다.
- 나지완(KIA 타이거즈)은 4월 29일 광주에서 열린 NC와의 경기에서 역대 42번째 통산 150홈런을 달성하였다.
- 이대호(롯데 자이언츠)는 4월 29일 잠실에서 열린 두산과의 경기에서 역대 34번째 통산 2200루타를 달성하였다.

#### 5월
- 민병헌(두산 베어스)은 5월 2일 대구에서 열린 삼성과의 경기에서 역대 134번째 통산 네 자릿수 경기 출장을 달성하였다.
- 임창민(NC 다이노스)은 5월 2일 잠실에서 열린 LG와의 경기에서 역대 23번째 3년 연속 두 자릿수 세이브를 달성하였다.
- 강민호(롯데 자이언츠)는 5월 4일 수원에서 열린 KT와의 경기에서 역대 24번째 통산 200홈런을 달성하였다.
- 이승엽(삼성 라이온즈)은 5월 4일 대구에서 열린 두산과의 경기에서 역대 19번째 통산 1800경기 출장을 달성하였다.
- 임창용(KIA 타이거즈)은 5월 6일 사직에서 열린 롯데와의 경기에서 역대 21번째 통산 1600이닝, 역대 2번째 통산 250세이브를 달성하였다.
- 나성범(NC 다이노스)은 5월 7일 마산에서 열린 삼성과의 경기에서 역대 75번째 통산 세 자릿수 홈런을 달성하였다.
- 유한준(KT 위즈)은 5월 7일 대전에서 열린 한화와의 경기에서 역대 80번째 통산 네 자릿수 안타를 달성하였다.
- 나지완(KIA 타이거즈)은 5월 9일 광주에서 열린 KT와의 경기에서 역대 52번째 통산 600타점을 달성하였다.
- 윤성환(삼성 라이온즈)은 5월 10일 대구에서 열린 LG와의 경기에서 역대 25번째 통산 1500이닝, 역대 23번째 통산 1100탈삼진을 달성하였다.
- 장원준(두산 베어스)은 5월 11일 잠실에서 열린 SK와의 경기에서 역대 18번째 통산 1700이닝을 달성하였다.
- 채태인(넥센 히어로즈)은 5월 13일 대구에서 열린 삼성과의 경기에서 역대 78번째 통산 500타점을 달성하였다.
- 최형우(KIA 타이거즈)는 5월 13일 문학에서 열린 SK와의 경기에서 역대 26번째 통산 2400루타를 달성하였다.
- 임창용(KIA 타이거즈)은 5월 13일 문학에서 열린 SK와의 경기에서 역대 14번째 통산 120승을 달성하였다.
- 김태균(한화 이글스)은 5월 13일 잠실에서 열린 LG와의 경기에서 역대 16번째 통산 900득점을 달성하였다.
- 최형우(KIA 타이거즈)는 5월 14일 문학에서 열린 SK와의 경기에서 역대 10번째 10년 연속 두 자릿수 홈런을 달성하였다.
- 양현종(KIA 타이거즈)은 5월 14일 문학에서 열린 SK와의 경기에서 역대 24번째 통산 1100탈삼진을 달성하였다.
- 이대형(KT 위즈)은 5월 14일 수원에서 열린 NC와의 경기에서 역대 5번째 13년 연속 두 자릿수 도루를 달성하였다.
- 이대호(롯데 자이언츠)는 5월 16일 사직에서 열린 KT와의 경기에서 역대 48번째 통산 1300안타를 달성하였다.
- 강민호(롯데 자이언츠)는 5월 16일 사직에서 열린 KT와의 경기에서 역대 40번째 통산 2100루타를 달성하였다.
- 강민호(롯데 자이언츠)는 5월 17일 사직에서 열린 KT와의 경기에서 역대 47번째 통산 1400경기 출장을 달성하였다.
- 오재원(두산 베어스)은 5월 18일 잠실에서 열린 NC와의 경기에서 역대 102번째 통산 1100경기 출장을 달성하였다.
- 이택근(넥센 히어로즈)은 5월 18일 고척에서 열린 한화와의 경기에서 역대 2번째 대타 끝내기 만루홈런을 달성하였다.
- 박정권(SK 와이번스)은 5월 19일 마산에서 열린 NC와의 경기에서 역대 62번째 통산 200번째 2루타를 달성하였다.
- 윤길현(롯데 자이언츠)은 5월 19일 잠실에서 열린 LG와의 경기에서 역대 9번째 통산 세 자릿수 홀드를 달성하였다.
- 정근우(한화 이글스)는 5월 20일 대전에서 열린 삼성과의 경기에서 역대 17번째 통산 900득점을 달성하였다.
- 손시헌(NC 다이노스)은 5월 21일 마산에서 열린 SK와의 경기에서 역대 72번째 통산 1100안타를 달성하였다.
- 이승엽(삼성 라이온즈)은 5월 21일 대전에서 열린 한화와의 경기에서 역대 1번째 통산 450홈런을 달성하였다.
- 최정(SK 와이번스)은 5월 23일 사직에서 열린 롯데와의 경기에서 역대 63번째 통산 1300경기 출장을 달성하였다.
- 손아섭(롯데 자이언츠)은 5월 23일 사직에서 열린 SK와의 경기에서 역대 51번째 통산 500볼넷을 달성하였다.
- 박경수(KT 위즈)는 5월 23일 대구에서 열린 삼성과의 경기에서 역대 50번째 통산 500볼넷을 달성하였다.
- 최준석(롯데 자이언츠)은 5월 25일 사직에서 열린 SK와의 경기에서 역대 29번째 통산 800타점을 달성하였다.
- 박용택(LG 트윈스)는 5월 26일 문학에서 열린 SK와의 경기에서 역대 4번째 통산 2100안타를 달성하였다.
- 나지완(KIA 타이거즈)은 5월 27일 광주에서 열린 롯데와의 경기에서 역대 3번째 한 이닝 2사구를 달성하였다.
- 차우찬(LG 트윈스)은 5월 28일 문학에서 열린 SK와의 경기에서 역대 31번째 통산 네 자릿수 탈삼진을 달성하였다.
- 박용택(LG 트윈스)은 5월 28일 문학에서 열린 SK와의 경기에서 역대 7번째 통산 3100루타를 달성하였다.
- 최정(SK 와이번스)은 5월 28일 문학에서 열린 LG와의 경기에서 역대 49번째 통산 1300안타를 달성하였다.
- 박정권(SK 와이번스)은 5월 28일 문학에서 열린 LG와의 경기에서 역대 79번째 통산 1200경기 출장을 달성하였다.
- 이대호(롯데 자이언츠)는 5월 28일 광주에서 열린 KIA와의 경기에서 역대 17번째 9년 연속 두 자릿수 홈런을 달성하였다.
- 손아섭(롯데 자이언츠)는 5월 28일 광주에서 열린 KIA와의 경기에서 역대 44번째 통산 700득점을 달성하였다.
- 최형우(KIA 타이거즈)는 5월 30일 마산에서 열린 NC와의 경기에서 역대 20번째 통산 300번째 2루타를 달성하였다.

#### 6월
- 최형우(KIA 타이거즈)는 6월 1일 마산에서 열린 NC와의 경기에서 역대 80번째 통산 1200경기 출장을 달성하였다.
- 정근우(한화 이글스)는 6월 1일 대전에서 열린 두산과의 경기에서 역대 35번째 통산 2200루타를 달성하였다.
- 이대호(롯데 자이언츠)는 6월 2일 사직에서 열린 KT와의 경기에서 역대 81번째 통산 1200경기 출장을 달성하였다.
- 손아섭(롯데 자이언츠)은 6월 2일 사직에서 열린 KT와의 경기에서 역대 76번째 통산 세 자릿수 홈런을 달성하였다.
- 박경수(KT 위즈)는 6월 4일 사직에서 열린 롯데와의 경기에서 역대 83번째 통산 500득점을 달성하였다.
- 손승락(롯데 자이언츠)은 6월 6일 마산에서 열린 NC와의 경기에서 역대 2번째 8년 연속 두 자릿수 세이브를 달성하였다.
- 정진호(두산 베어스)는 6월 7일 잠실에서 열린 삼성과의 경기에서 역대 23번째 사이클링 히트를 달성하였다.
- 박석민(NC 다이노스)은 6월 7일 마산에서 열린 롯데와의 경기에서 역대 82번째 통산 1200경기 출장, 역대 25번째 통산 200홈런을 달성하였다.
- 최정(SK 와이번스)은 6월 7일 문학에서 열린 넥센과의 경기에서 역대 28번째 통산 2300루타를 달성하였다.
- 최준석(롯데 자이언츠)은 6월 7일 마산에서 열린 NC와의 경기에서 역대 48번째 통산 1400경기 출장을 달성하였다.
- 박용택(LG 트윈스)은 6월 8일 수원에서 열린 KT와의 경기에서 역대 13번째 통산 네 자릿수 타점을 달성하였다.
- 이종욱(NC 다이노스)은 6월 9일 마산에서 열린 KT와의 경기에서 역대 52번째 통산 500볼넷을 달성하였다.
- 이택근(넥센 히어로즈)은 6월 10일 광주에서 열린 KIA와의 경기에서 역대 41번째 통산 700타점을 달성하였다.
- 정근우(한화 이글스)는 6월 10일 대전에서 열린 삼성과의 경기에서 역대 53번째 통산 600타점을 달성하였다.
- 강민호(롯데 자이언츠)는 6월 10일 울산에서 열린 두산과의 경기에서 역대 58번째 통산 600득점을 달성하였다.
- 박기혁{KT 위즈)은 6월 10일 마산에서 열린 NC와의 경기에서 역대 64번째 통산 1300경기 출장을 달성하였다.
- 박석민(NC 다이노스)은 6월 11일 마산에서 열린 KT와의 경기에서 역대 31번째 통산 600사구를 달성하였다.
- 이종욱(NC 다이노스)은 6월 11일 마산에서 열린 KT와의 경기에서 역대 28번째 통산 800득점을 달성하였다.
- 이승엽(삼성 라이온즈)은 6월 11일 대전에서 열린 한화와의 경기에서 역대 4번째 13년 연속 두 자릿수 홈런을 달성하였다.
- 이범호(KIA 타이거즈)는 6월 13일 사직에서 열린 롯데와의 경기에서 역대 20번째 통산 1800경기 출장을 달성하였다.
- 최형우(KIA 타이거즈)는 6월 13일 사직에서 열린 롯데와의 경기에서 역대 31번째 통산 600사구를 달성하였다.
- 김태균(한화 이글스)은 6월 13일 문학에서 열린 SK와의 경기에서 역대 26번째 통산 1700경기 출장, 역대 8번째 통산 3100루타를 달성하였다.
- 김강민(SK 와이번스)은 6월 13일 문학에서 열린 한화와의 경기에서 역대 63번째 통산 200번째 2루타를 달성하였다.
- 정성훈(LG 트윈스)은 6월 14일 잠실에서 열린 두산과의 경기에서 역대 3번째 통산 7000타수를 달성하였다.
- 정근우(한화 이글스)는 6월 14일 문학에서 열린 SK와의 경기에서 역대 77번째 통산 세 자릿수 홈런을 달성하였다.
- 강민호(롯데 자이언츠)는 6월 14일 사직에서 열린 KIA와의 경기에서 역대 22번째 8년 연속 두 자릿수 홈런을 달성하였다.
- 임창민(NC 다이노스)은 6월 15일 고척에서 열린 넥센과의 경기에서 3년 연속 20세이브를 달성하였다.
- 김주찬(KIA 타이거즈)은 6월 15일 사직에서 열린 롯데와의 경기에서 역대 54번째 통산 600타점을 달성하였다.
- 이종욱(NC 다이노스)은 6월 16일 잠실에서 열린 두산과의 경기에서 역대 37번째 통산 1400안타를 달성하였다.
- 손시헌(NC 다이노스)은 6월 16일 잠실에서 열린 두산과의 경기에서 역대 79번째 통산 500타점, 역대 2번째 1경기 3희생플라이를 달성하였다.
- 배영수(한화 이글스)는 6월 16일 수원에서 열린 KT와의 경기에서 역대 6번째 통산 2000이닝을 달성하였다.
- 윌린 로사리오(한화 이글스)는 6월 16일 수원에서 열린 KT와의 경기에서 역대 3번째 4연타석 홈런을 달성하였다.
- 정우람(한화 이글스)은 6월 16일 수원에서 열린 KT와의 경기에서 역대 14번째 4년 연속 두 자릿수 세이브를 달성하였다.
- 이진영(KT 위즈)은 6월 16일 수원에서 열린 한화와의 경기에서 역대 10번째 통산 2000안타, 역대 9번째 통산 2000경기 출장, 역대 13번째 통산 2900루타를 달성하였다.
- 박승주(넥센 히어로즈)는 6월 17일 고척에서 열린 롯데와의 경기에서 역대 26번째 1군 데뷔전 첫 세이브를 달성하였다.
- 나성범(NC 다이노스)은 6월 21일 문학에서 열린 SK와의 경기에서 역대 50번째 5년 연속 두 자릿수 홈런을 달성하였다.
- 최형우(KIA 타이거즈)는 6월 21일 광주에서 열린 두산과의 경기에서 역대 14번째 통산 250홈런을 달성하였다.
- 김태균(한화 이글스)은 6월 21일 대전에서 열린 넥센과의 경기에서 역대 4번째 통산 1200타점을 달성하였다.
- 김태연(한화 이글스)은 6월 21일 대전에서 열린 넥센과의 경기에서 역대 15번째 데뷔 첫 타석 홈런이자 역대 1번째 데뷔 첫 타석 초구 홈런을 달성하였다.
- 유한준(KT 위즈)은 6월 21일 수원에서 열린 롯데와의 경기에서 역대 103번째 통산 1100경기 출장을 달성하였다.
- 최정(SK 와이번스)은 6월 22일 문학에서 열린 NC와의 경기에서 역대 14번째 통산 250홈런을 달성하였다.
- 손아섭(롯데 자이언츠)은 6월 22일 수원에서 열린 KT와의 경기에서 역대 27번째 7년 연속 두 자릿수 도루를 달성하였다.
- 앤디 밴 헤켄(넥센 히어로즈)은 6월 23일 고척에서 열린 LG와의 경기에서 역대 1번째 경기 개시 후 7타자 연속 탈삼진을 달성하였다.
- 정성훈(LG 트윈스)은 6월 24일 고척에서 열린 넥센과의 경기에서 역대 11번째 통산 네 자릿수 득점을 달성하였다.
- 양현종(KIA 타이거즈)은 6월 27일 광주에서 열린 삼성과의 경기에서 역대 27번째 4년 연속 두 자릿수 승리를 달성하였다.
- 김태균(한화 이글스)은 6월 27일 청주에서 열린 KT와의 경기에서 역대 11번째 통산 1900안타를 달성하였다.
- 정근우(한화 이글스)는 6월 27일 청주에서 열린 KT와의 경기에서 역대 21번째 통산 1600안타를 달성하였다.
- 이대형(KT 위즈)은 6월 27일 청주에서 열린 한화와의 경기에서 역대 35번째 통산 5000타수를 달성하였다.
- 박경수(KT 위즈)는 6월 27일 청주에서 열린 한화와의 경기에서 역대 48번째 통산 600사사구를 달성하였다.
- 최형우(KIA 타이거즈)는 6월 28일 광주에서 열린 삼성과의 경기에서 역대 38번째 통산 1400안타를 달성하였다.
- 손아섭(롯데 자이언츠)은 6월 28일 사직에서 열린 LG와의 경기에서 역대 17번째 8년 연속 세 자릿수 안타를 달성하였다.

#### 7월
- 이대호(롯데 자이언츠)는 7월 1일 사직에서 열린 NC와의 경기에서 역대 10번째 9년 연속 세 자릿수 안타를 달성하였다.
- 최형우(KIA 타이거즈)는 7월 2일 잠실에서 열린 LG와의 경기에서 역대 8번째 10년 연속 세 자릿수 안타를 달성하였다.
- 최정(SK 와이번스)은 7월 2일 문학에서 열린 삼성과의 경기에서 역대 33번째 통산 250번째 2루타를 달성하였다.
- 김민성(넥센 히어로즈)은 7월 5일 고척에서 열린 한화와의 경기에서 역대 51번째 5년 연속 두 자릿수 홈런을 달성하였다.
- 최형우(KIA 타이거즈)는 7월 5일 문학에서 열린 SK와의 경기에서 역대 6번째 5년 연속 20홈런을 달성하였다.
- 이범호(KIA 타이거즈)는 7월 5일 문학에서 열린 SK와의 경기에서 역대 14번째 통산 네 자릿수 타점을 달성하였다.
- 김태균(한화 이글스)은 7월 5일 고척에서 열린 넥센과의 경기에서 역대 5번째 13년 연속 두 자릿수 홈런을 달성하였다.
- 유한준(KT 위즈)은 7월 5일 잠실에서 열린 두산과의 경기에서 역대 64번째 통산 200번째 2루타를 달성하였다.
- 임창용(KIA 타이거즈)은 7월 6일 문학에서 열린 SK와의 경기에서 역대 최고령(만 41세 1개월 2일)이자 역대 9번째 통산 700경기 출장을 달성하였다.
- 이승엽(삼성 라이온즈)은 7월 6일 포항에서 열린 롯데와의 경기에서 역대 5번째 통산 세 자릿수 사구를 달성하였다.
- 손시헌(NC 다이노스)은 7월 7일 마산에서 열린 두산과의 경기에서 역대 64번째 통산 500사사구를 달성하였다.
- 이대호(롯데 자이언츠)는 7월 7일 사직에서 열린 SK와의 경기에서 역대 29번째 통산 2300루타, 역대 53번째 500사구를 달성하였다.
- 나지완(KIA 타이거즈)은 7월 8일 수원에서 열린 KT와의 경기에서 역대 53번째 통산 500사구를 달성하였다.
- 이대형(KT 위즈)은 7월 8일 수원에서 열린 KIA와의 경기에서 역대 39번째 통산 1400안타를 달성하였다.
- 이호준(NC 다이노스)은 7월 9일 마산에서 열린 두산과의 경기에서 역대 3번째 통산 3200루타를 달성하였다.
- 이정후(넥센 히어로즈)는 7월 9일 대구에서 열린 삼성과의 경기에서 역대 7번째 고졸 신인으로써 데뷔 첫 시즌 세 자릿수 안타를 달성하였다.
- 최정(SK 와이번스)은 7월 11일 문학에서 열린 LG와의 경기에서 역대 1번째 200사구, 역대 29번째 통산 800득점을 달성하였다.
- 손아섭(롯데 자이언츠)은 7월 11일 대전에서 열린 한화와의 경기에서 역대 60번째 통산 1300안타를 달성하였다.
- 장원준(두산 베어스)은 7월 12일 잠실에서 열린 넥센과의 경기에서 역대 2번째 11년 연속 세 자릿수 이닝 투구를 달성하였다.
- 최형우(KIA 타이거즈)는 7월 12일 광주에서 열린 NC와의 경기에서 역대 13번째 5년 연속 200루타를 달성하였다.
- 이승엽(삼성 라이온즈)은 7월 12일 수원에서 열린 KT와의 경기에서 역대 4번째 통산 2100안타를 달성하였다.
- 양현종(KIA 타이거즈)은 7월 13일 광주에서 열린 NC와의 경기에서 역대 28번째 통산 세 자릿수 승리(KIA 타이거즈 좌완 최초)를 달성하였다.
- 나지완(KIA 타이거즈)은 7월 13일 광주에서 열린 NC와의 경기에서 역대 84번째 통산 500득점을 달성하였다.
- 조동찬(삼성 라이온즈)은 7월 13일 수원에서 열린 KT와의 경기에서 역대 104번째 통산 1100경기 출장을 달성하였다.
- 이대형(kt 위즈)은 7월 13일 수원에서 열린 삼성과의 경기에서 역대 3번째 통산 500도루를 달성하였다.
- 이범호(KIA 타이거즈)는 7월 18일 고척에서 열린 넥센과의 경기에서 역대 16번째 통산 2800루타를 달성하였다.
- 김태균(한화 이글스)은 7월 18일 청주에서 열린 NC와의 경기에서 역대 7번째 통산 350번째 2루타를 달성하였다.
- 손아섭(롯데 자이언츠)은 7월 18일 울산에서 열린 삼성과의 경기에서 역대 52번째 5년 연속 두 자릿수 홈런을 달성하였다.
- 강민호(롯데 자이언츠)는 7월 18일 울산에서 열린 삼성과의 경기에서 역대 51번째 통산 1300안타를 달성하였다.
- 정근우(한화 이글스)는 7월 19일 청주에서 열린 NC와의 경기에서 역대 5번째 12년 연속 세 자릿수 안타를 달성하였다.
- 이호준(NC 다이노스)은 7월 20일 청주에서 열린 한화와의 경기에서 역대 10번째 통산 2000경기 출장을 달성하였다.
- 김민성(넥센 히어로즈)은 7월 20일 고척에서 열린 KIA와의 경기에서 역대 135번째 통산 네 자릿수 경기 출장을 달성하였다.
- 이용규(한화 이글스)는 7월 20일 청주에서 열린 NC와의 경기에서 역대 49번째 통산 1400경기 출장을 달성하였다.
- 김주찬(KIA 타이거즈)은 7월 21일 광주에서 열린 롯데와의 경기에서 역대 30번째 통산 2300루타를 달성하였다.
- 정의윤(SK 와이번스)은 7월 21일 마산에서 열린 NC와의 경기에서 역대 136번째 통산 네 자릿수 경기 출장을 달성하였다.
- 최진행(한화 이글스)은 7월 21일 잠실에서 열린 두산과의 경기에서 역대 1번째 3경기에 걸친 3연타석 홈런을 달성하였다.
- 이대형(KT 위즈)은 7월 21일 고척에서 열린 넥센과의 경기에서 역대 23번째 4년 연속 20도루를 달성하였다.
- 이범호(KIA 타이거즈)는 7월 22일 광주에서 열린 롯데와의 경기에서 역대 13번째 통산 900사사구를 달성하였다.
- 채태인(넥센 히어로즈)은 7월 23일 고척에서 열린 KT와의 경기에서 역대 78번째 통산 세 자릿수 홈런을 달성하였다.
- 박용택(LG 트윈스)은 7월 23일 대구에서 열린 삼성과의 경기에서 역대 11번째 9년 연속 세 자릿수 안타를 달성하였다.
- 정성훈(LG 트윈스)은 7월 23일 대구에서 열린 삼성과의 경기에서 역대 14번째 통산 3000루타를 달성하였다.
- 김주찬(KIA 타이거즈)은 7월 23일 광주에서 열린 롯데와의 경기에서 역대 21번째 통산 300번째 2루타를 달성하였다.
- 강민호(롯데 자이언츠)는 7월 23일 광주에서 열린 KIA와의 경기에서 역대 36번째 통산 2200루타를 달성하였다.
- 정우람(한화 이글스)은 7월 23일 잠실에서 열린 두산과의 경기에서 역대 10번째 통산 700경기 출장을 달성하였다.
- 장원준(두산 베어스)은 7월 25일 수원에서 열린 KT와의 경기에서 역대 15번째 통산 120승을 달성하였다.
- 박용택(LG 트윈스)은 7월 25일 잠실에서 열린 넥센과의 경기에서 역대 4번째 통산 7000타수를달성하였다.
- 김주찬(KIA 타이거즈)은 7월 25일 광주에서 열린 SK와의 경기에서 역대 36번째 통산 1500경기 출장을 달성하였다.
- 이승엽(삼성 라이온즈)은 7월 25일 대구에서 열린 NC와의 경기에서 역대 2번째 통산 450번째 2루타를 달성하였다.
- 박석민(NC 다이노스)은 7월 27일 대구에서 열린 삼성과의 경기에서 역대 45번째 통산 2000루타를 달성하였다.
- 에릭 해커(NC 다이노스)은 7월 27일 대구에서 열린 삼성과의 경기에서 역대 55번째 3년 연속 두 자릿수 승리를 달성하였다.
- 최형우(KIA 타이거즈)는 7월 27일 광주에서 열린 SK와의 경기에서 역대 15번째 통산 네 자릿수 타점을 달성하였다.
- 양현종(KIA 타이거즈)은 7월 27일 광주에서 열린 SK와의 경기에서 역대 23번째 4년 연속 세 자릿수 탈삼진을 달성하였다.
- 김민성(넥센 히어로즈)은 7월 28일 고척에서 열린 삼성과의 경기에서 역대 63번째 5년 연속 세 자릿수 안타를 달성하였다.
- 최정(SK 와이번스)은 7월 28일 문학에서 열린 롯데와의 경기에서 역대 27번째 통산 2400루타를 달성하였다.
- 이승엽(삼성 라이온즈)은 7월 29일 고척에서 열린 넥센과의 경기에서 역대 1번째 통산 4000루타를 달성하였다.
- 박해민(삼성 라이온즈)은 7월 29일 고척에서 열린 넥센과의 경기에서 역대 6번째 4년 연속 30도루를 달성하였다.
- 이대형(KT 위즈)은 7월 29일 수원에서 열린 NC와의 경기에서 역대 30번째 통산 800득점을 달성하였다.
- 손승락(롯데 자이언츠)은 7월 30일 문학에서 열린 SK와의 경기에서 역대 2번째 6년 연속 20세이브를 달성하였다.

#### 8월
- 김태균(한화 이글스)은 8월 1일 마산에서 열린 NC와의 경기에서 역대 4번째 13년 연속 세 자릿수 안타를 달성하였다.
- 유한준(KT 위즈)은 8월 1일 광주에서 열린 KIA와의 경기에서 역대 85번째 통산 500득점을 달성하였다.
- 로허르 베르나디나(KIA 타이거즈)는 8월 3일 광주에서 열린 KT와의 경기에서 역대 24번째(KIA 타이거즈 역대 2번째) 사이클링 히트를 달성하였다.
- 이대호(롯데 자이언츠)는 8월 3일 잠실에서 열린 LG와의 경기에서 역대 17번째 4년 연속 20홈런을 달성하였다.
- 정상호(LG 트윈스)는 8월 4일 잠실에서 열린 두산과의 경기에서 역대 137번째 통산 네 자릿수 경기 출장을 달성하였다.
- 로허르 베르나디나(KIA 타이거즈)는 8월 4일 대전에서 열린 한화와의 경기에서 역대 45번째 20홈런-20도루를 달성하였다.
- 이승엽(삼성 라이온즈)은 8월 4일 마산에서 열린 NC와의 경기에서 역대 5번째 통산 7000타수를 달성하였다.
- 나성범(NC 다이노스)은 8월 5일 마산에서 열린 삼성과의 경기에서 역대 21번째 4년 연속 200루타를 달성하였다.
- 이대호(롯데 자이언츠)는 8월 5일 사직에서 열린 넥센과의 경기에서 역대 4번째 8년 연속 200루타를 달성하였다.
- 김진성(NC 다이노스)은 8월 6일 마산에서 열린 삼성과의 경기에서 역대 26번째 4년 연속 50경기 출장을 달성하였다.
- 박용택(LG 트윈스)은 8월 6일 잠실에서 열린 두산과의 경기에서 역대 4번째 통산 3200루타, 역대 7번째 통산 1100득점을 달성하였다.
- 정성훈(LG 트윈스)은 8월 6일 잠실에서 열린 두산과의 경기에서 역대 14번째 통산 900사사구를 달성하였다.
- 박정권(SK 와이번스)은 8월 6일 수원에서 열린 KT와의 경기에서 역대 73번째 통산 1100안타를 달성하였다.
- 송승준(롯데 자이언츠)은 8월 6일 사직에서 열린 넥센과의 경기에서 역대 29번째 통산 세 자릿수 승리를 달성하였다.
- 손아섭(롯데 자이언츠)은 8월 6일 사직에서 열린 넥센과의 경기에서 역대 105번째 통산 1100경기 출장을 달성하였다.
- 최형우(KIA 타이거즈)는 8월 8일 광주에서 열린 넥센과의 경기에서 역대 30번째 통산 700사사구를 달성하였다.
- 박석민(NC 다이노스)은 8월 9일 문학에서 열린 SK와의 경기에서 역대 11번째 10년 연속 두 자릿수 홈런을 달성하였다.
- 이택근(넥센 히어로즈)은 8월 9일 광주에서 열린 KIA와의 경기에서 역대 37번째 통산 1500경기 출장을 달성하였다.
- 정근우(한화 이글스)는 8월 9일 잠실에서 열린 두산과의 경기에서 역대 31번째 통산 2300루타를 달성하였다.
- 이승엽(삼성 라이온즈)은 8월 9일 대구에서 열린 LG와의 경기에서 역대 3번째 15년 연속 세 자릿수 안타를 달성하였다.
- 민병헌(두산 베어스)은 8월 10일 고척에서 열린 넥센과의 경기에서 역대 64번째 5년 연속 세 자릿수 안타를 달성하였다.
- 박용택(LG 트윈스)은 8월 10일 잠실에서 열린 SK와의 경기에서 역대 17번째 통산 1900경기 출장을 달성하였다.
- 박정권(SK 와이번스)은 8월 12일 문학에서 열린 KT와의 경기에서 역대 18번째 9년 연속 두 자릿수 홈런을 달성하였다.
- 송승준(롯데 자이언츠)은 8월 12일 대구에서 열린 삼성과의 경기에서 역대 25번째 통산 1100탈삼진을 달성하였다.
- 심창민(삼성 라이온즈)은 8월 13일 대구에서 열린 롯데와의 경기에서 역대 13번째 5년 연속 50경기 출장을 달성하였다.
- 이범호(KIA 타이거즈)는 8월 15일 광주에서 열린 NC와의 경기에서 역대 13번째 통산 800사구를 달성하였다.
- 최형우(KIA 타이거즈)는 8월 16일 광주에서 열린 NC와의 경기에서 역대 3번째 4년 연속 세 자릿수 타점을 달성하였다.
- 장원준(두산 베어스)은 8월 17일 잠실에서 열린 KIA와의 경기에서 역대 3번째 8년 연속 두 자릿수 승리를 달성하였다.
- 정성훈(LG 트윈스)은 8월 17일 문학에서 열린 SK와의 경기에서 역대 3번째 통산 2100경기 출장을 달성하였다.
- 최준석(롯데 자이언츠)은 8월 17일 고척에서 열린 넥센과의 경기에서 역대 58번째 통산 1200안타를 달성하였다.
- 이택근(넥센 히어로즈)은 8월 18일 고척에서 열린 롯데와의 경기에서 역대 31번째 통산 800득점을 달성하였다.
- 이명우(롯데 자이언츠)는 8월 18일 고척에서 열린 넥센과의 경기에서 역대 34번째 통산 500경기 출장을 달성하였다.
- 윤성환(삼성 라이온즈)은 8월 18일 수원에서 열린 KT와의 경기에서 역대 22번째 통산 1600이닝을 달성하였다.
- 김주찬(KIA 타이거즈)은 8월 19일 광주에서 열린 SK와의 경기에서 역대 22번째 통산 1600안타를 달성하였다.
- 나지완(KIA 타이거즈)은 8월 19일 광주에서 열린 SK와의 경기에서 역대 106번째 통산 1100경기 출장을 달성하였다.
- 이택근(넥센 히어로즈)은 8월 20일 고척에서 열린 NC와의 경기에서 역대 29번째 통산 1500안타를 달성하였다.
- 정근우(한화 이글스)는 8월 20일 대전에서 열린 롯데와의 경기에서 역대 8번째 통산 350도루를 달성하였다.
- 이용규(한화 이글스)는 8월 20일 대전에서 열린 롯데와의 경기에서 역대 6번째 13년 연속 두 자릿수 도루를 달성하였다.
- 양현종(KIA 타이거즈)은 8월 22일 광주에서 열린 롯데와의 경기에서 역대 28번째 통산 6000타자 상대를 달성하였다.
- 이대호(롯데 자이언츠)는 8월 22일 광주에서 열린 KIA와의 경기에서 역대 16번째 통산 250홈런을 달성하였다.
- 장원준(두산 베어스)은 8월 23일 문학에서 열린 SK와의 경기에서 역대 2번째(좌완 최초) 10년 연속 세 자릿수 탈삼진, 역대 14번째 통산 1800이닝을 달성하였다.
- 손시헌(NC 다이노스)은 8월 23일 잠실에서 열린 LG와의 경기에서 역대 86번째 통산 500득점을 달성하였다.
- 송승준(롯데 자이언츠)은 8월 24일 사직에서 열린 LG와의 경기에서 역대 26번째 통산 1500이닝을 달성하였다.
- 이승엽(삼성 라이온즈)은 8월 24일 대구에서 열린 SK와의 경기에서 역대 22번째 4년 연속 200루타를 달성하였다.
- 김주찬(KIA 타이거즈)은 8월 25일 대전에서 열린 한화와의 경기에서 역대 18번째 통산 900득점을 달성하였다.
- 정우람(한화 이글스)은 8월 25일 대전에서 열린 KIA와의 경기에서 역대 16번째 통산 세 자릿수 세이브를 달성하였다.
- 최형우(KIA 타이거즈)는 8월 26일 마산에서 열린 NC와의 경기에서 역대 2번째 5년 연속 150안타를 달성하였다.
- 이대호(롯데 자이언츠)는 8월 26일 사직에서 열린 넥센과의 경기에서 역대 22번째 통산 900타점을 달성하였다.
- 손시헌(NC 다이노스)은 8월 27일 마산에서 열린 KIA와의 경기에서 역대 50번째 통산 1400경기 출장을 달성하였다.
- 채태인(넥센 히어로즈)은 8월 27일 사직에서 열린 롯데와의 경기에서 역대 65번째 5년 연속 세 자릿수 안타를 달성하였다.
- 박용택(LG 트윈스)은 8월 27일 잠실에서 열린 두산과의 경기에서 역대 20번째 통산 700사구를 달성하였다.
- 이범호(KIA 타이거즈)는 8월 27일 마산에서 열린 NC와의 경기에서 역대 9번째 통산 300홈런, 역대 23번째 통산 1600안타를 달성하였다.
- 이대호(롯데 자이언츠)는 8월 27일 사직에서 열린 넥센과의 경기에서 역대 40번째 통산 1400안타를 달성하였다.
- 손아섭(롯데 자이언츠)은 8월 27일 사직에서 열린 넥센과의 경기에서 역대 46번째 20홈런-20도루를 달성하였다.
- 박용택(LG 트윈스)은 8월 29일 대전에서 열린 한화와의 경기에서 역대 9번째 6년 연속 200루타를 달성하였다.
- 김강민(SK 와이번스)은 8월 29일 고척에서 열린 넥센과의 경기에서 역대 66번째 통산 1300경기 출장을 달성하였다.
- 정우람(한화 이글스)은 8월 29일 대전에서 열린 LG와의 경기에서 역대 3번째 8년 연속 50경기 출장을 달성하였다.
- 박경수(KT 위즈)는 8월 29일 수원에서 열린 NC와의 경기에서 역대 65번째 통산 1300경기 출장을 달성하였다.
- 김하성(넥센 히어로즈)은 8월 30일 고척에서 열린 SK와의 경기에서 역대 3번째 유격수 한 시즌 세 자릿수 타점을 달성하였다.
- 강민호(롯데 자이언츠)는 8월 30일 잠실에서 열린 두산과의 경기에서 역대 32번째 3년 연속 20홈런을 달성하였다.
- 나성범(NC 다이노스)은 8월 31일 사직에서 열린 롯데와의 경기에서 역대 18번째 4년 연속 20홈런을 달성하였다.
- 나주환(SK 와이번스)은 8월 31일 문학에서 열린 삼성과의 경기에서 역대 83번째 통산 1200경기 출장을 달성하였다.
- 이승엽(삼성 라이온즈)은 8월 31일 문학에서 열린 SK와의 경기에서 역대 19번째 4년 연속 20홈런을 달성하였다.

#### 9월
- 이택근(넥센 히어로즈)은 9월 3일 고척에서 열린 KIA와의 경기에서 역대 37번째 통산 2200루타를 달성하였다.
- 이대호(롯데 자이언츠)는 9월 3일 사직에서 열린 한화와의 경기에서 역대 61번째 4년 연속 세 자릿수 타점, 역대 28번째 통산 2400루타를 달성하였다.
- 손시헌(NC 다이노스)은 9월 5일 대구에서 열린 삼성과의 경기에서 역대 26번째 통산 세 자릿수 사구를 달성하였다.
- 이범호(KIA 타이거즈)는 9월 5일 잠실에서 열린 LG와의 경기에서 역대 19번째 통산 900득점을 달성하였다.
- 최정(SK 와이번스)은 9월 5일 문학에서 열린 롯데와의 경기에서 역대 5번째 2년 연속 40홈런을 달성하였다.
- 박용택(LG 트윈스)는 9월 6일 잠실에서 열린 KIA와의 경기에서 역대 1번째 6년 연속 150안타, 역대 2번째 통산 2200안타를 달성하였다.
- 윌린 로사리오(한화 이글스)는 9월 6일 대전에서 열린 두산과의 경기에서 역대 62번째 30홈런-세 자릿수 타점을 달성하였다.
- 이재학(NC 다이노스)은 9월 7일 마산에서 열린 SK와의 경기에서 역대 13번째 5년 연속 세 자릿수 탈삼진을 달성하였다.
- 나성범(NC 다이노스)은 9월 7일 마산에서 열린 SK와의 경기에서 역대 3번째 4년 연속 150안타를 달성하였다.
- 윤성환(삼성 라이온즈)은 9월 7일 사직에서 열린 롯데와의 경기에서 역대 10번째 5년 연속 두 자릿수 승리, 역대 16번째 통산 120승을 달성하였다.
- 유한준(KT 위즈)은 9월 7일 잠실에서 열린 두산과의 경기에서 역대 79번째 통산 세 자릿수 홈런을 달성하였다.
- 김재환(두산 베어스)은 9월 9일 잠실에서 열린 LG와의 경기에서 역대 6번째 2년 연속 300루타, 역대 64번째 30홈런-세 자릿수 타점을 달성하였다.
- 나성범(NC 다이노스)은 9월 9일 대전에서 열린 한화와의 경기에서 역대 80번째 통산 500타점을 달성하였다.
- 최정(SK 와이번스)은 9월 10일 문학에서 열린 넥센과의 경기에서 역대 23번째 통산 900타점을 달성하였다.
- 양의지(두산 베어스)는 9월 12일 마산에서 열린 NC와의 경기에서 역대 80번째 통산 세 자릿수 홈런을 달성하였다.
- 서건창(넥센 히어로즈)은 9월 12일 고척에서 열린 KT와의 경기에서 역대 87번째 통산 500득점을 달성하였다.
- 신재영(넥센 히어로즈)은 9월 13일 고척에서 열린 KT와의 경기에서 역대 127번째 무사사구 완봉승을 달성하였다.
- 이범호(KIA 타이거즈)는 9월 13일 문학에서 열린 SK와의 경기에서 역대 32번째 통산 800득점을 달성하였다.
- 구자욱(삼성 라이온즈)은 9월 13일 대구에서 열린 한화와의 경기에서 역대 28번째 세 자릿수 득점-세 자릿수 타점을 달성하였다.
- 재비어 스크러그스(NC 다이노스)는 9월 14일 마산에서 열린 삼성과의 경기에서 역대 65번째 30홈런-세 자릿수 타점을 달성하였다.
- 정성훈(LG 트윈스)은 9월 14일 수원에서 열린 KT와의 경기에서 역대 5번째 통산 2100안타를 달성하였다.
- 이민우(KIA 타이거즈)는 9월 14일 사직에서 열린 롯데와의 경기에서 역대 5번째 데뷔 경기 선발승을 달성하였다.
- 박경수(KT 위즈)는 9월 15일 수원에서 열린 LG와의 경기에서 역대 81번째 통산 세 자릿수 홈런을 달성하였다.
- 최형우(KIA 타이거즈)는 9월 16일 광주에서 열린 KT와의 경기에서 역대 32번째 통산 800득점을 달성하였다.
- 이승엽(삼성 라이온즈)은 9월 16일 대구에서 열린 두산과의 경기에서 역대 18번째 통산 1900경기 출장을 달성하였다.
- 헨리 소사(LG 트윈스)는 9월 17일 잠실에서 열린 한화와의 경기에서 역대 80번째(외국인투수 역대 3번째) 통산 네 자릿수 이닝, 역대 28번째 4년 연속 두 자릿수 승리를 달성하였다.
- 나지완(KIA 타이거즈)은 9월 17일 광주에서 열린 KT와의 경기에서 역대 81번째 통산 네 자릿수 안타를 달성하였다.
- 이원석(삼성 라이온즈)은 9월 17일 대구에서 열린 두산과의 경기에서 역대 108번째 통산 1100경기 출장을 달성하였다.
- 이우민(롯데 자이언츠)은 9월 17일 사직에서 열린 SK와의 경기에서 역대 138번째 통산 네 자릿수 경기 출장을 달성하였다.
- 다린 러프(삼성 라이온즈)는 9월 17일 대구에서 열린 두산과의 경기에서 역대 66번째 30홈런-세 자릿수 타점을 달성하였다.
- 유희관(두산 베어스)은 9월 19일 사직에서 열린 롯데와의 경기에서 역대 24번째 4년 연속 세 자릿수 탈삼진, 역대 16번째 3년 연속 180이닝, 역대 11번째 5년 연속 두 자릿수 승리를 달성하였다.
- 오지환(LG 트윈스)은 9월 19일 잠실에서 열린 KT와의 경기에서 역대 37번째 6년 연속 두 자릿수 도루를 달성하였다.
- 양현종(KIA 타이거즈)은 9월 19일 광주에서 열린 SK와의 경기에서 역대 18번째 통산 1200탈삼진을 달성하였다.
- 이진영(KT 위즈)은 9월 19일 잠실에서 열린 LG와의 경기에서 역대 8번째 통산 350번째 2루타를 달성하였다.
- 최형우(KIA 타이거즈)는 9월 23일 광주에서 열린 kt와의 경기에서 역대 22번째 통산 2600루타를 달성하였다.
- 윌린 로사리오(한화 이글스)는 9월 23일 대전에서 열린 삼성과의 경기에서 역대 29번째 세 자릿수 득점-세 자릿수 타점을 달성하였다.
- 이종욱(NC 다이노스)은 9월 24일 마산에서 열린 LG와의 경기에서 역대 51번째 통산 1400경기 출장을 달성하였다.
- 박해민(삼성 라이온즈)은 9월 27일 대구에서 열린 NC와의 경기에서 역대 5번째 3년 연속 40도루를 달성하였다.
- 김주찬(KIA 타이거즈)은 9월 28일 대전에서 열린 한화와의 경기에서 역대 29번째 통산 2400루타를 달성하였다.
- 유한준(KT 위즈)은 9월 28일 수원에서 열린 LG와의 경기에서 역대 74번째 통산 1100안타를 달성하였다.
- 손시헌(NC 다이노스)은 9월 29일 마산에서 열린 넥센과의 경기에서 역대 59번째 통산 1200안타를 달성하였다.

#### 10월
- 박건우(두산 베어스)는 10월 1일 대전에서 열린 한화와의 경기에서 역대 27번째 20홈런-20도루(두산 베어스 포함 구단 최초)를 달성하였다.
- 배영수(한화 이글스)는 10월 1일 대전에서 열린 두산과의 경기에서 역대 5번째 통산 9000타자 상대를 달성하였다.
- 양현종(KIA 타이거즈)은 10월 2일 수원에서 열린 KT와의 경기에서 역대 14번째 한 시즌 20승(KIA 타이거즈 구단 최초)을 달성하였다.
- 이현승(두산 베어스)은 10월 3일 잠실에서 열린 SK와의 경기에서 역대 35번째 통산 500경기 출장을 달성하였다.
- 이정후(넥센 히어로즈)는 10월 3일 대구에서 열린 삼성과의 경기에서 역대 1번째 고졸신인 시즌 전 경기 출장을 달성하였다.
- 김태균(한화 이글스)은 10월 3일 대전에서 열린 NC와의 경기에서 역대 5번째 통산 3200루타를 달성하였다.

### 월간 MVP
| 월  | 선수          | 소속                     | 포지션                |
| --- | ------------- | ------------------------ | --------------------- |
| 4월 | 제프 맨쉽     | NC 다이노스              | 투수                  |
| 5월 | 최형우        | KIA 타이거즈             | 외야수, 지명타자      |
| 6월 | 메릴 켈리     | SK 와이번스              | 투수                  |
| 7월 | 김재환 양현종 | 두산 베어스 KIA 타이거즈 | 외야수, 지명타자 투수 |
| 8월 | 손아섭        | 롯데 자이언츠            | 외야수, 지명타자      |
| 9월 | 브룩스 레일리 | 롯데 자이언츠            | 투수                  |

## 포스트 시즌
KBO에서 2014년 10월 27일 단장 회의를 통해 4,5팀이 와일드카드 결정전을 벌여 3위팀과 준플레이오프를 가지게 되는 것으로 확정되었다.

## 올스타전
2017년 KBO 올스타전은 7월 14일 ~ 15일에 진행되었으며, 장소는 대구삼성라이온즈파크이다.

## 참고
1. 1 2 3 4 5  대학 진학을 희망하여 계약을 포기하였다.
2. ↑  경찰 야구단 입대에 따라 2018년에 팀에 합류
3. ↑  원래 FA 대상이었으나, 은퇴를 선언하였다.
4. ↑  롯데, 외국인 투수 파커 마켈 임의탈퇴 공시 신청
5. ↑  2017년 1월 22일 교통사고로 사망하였다.
6. ↑  '前 kt 외인타자' 앤디 마르테, 교통사고로 사망
7. ↑  스프링캠프 초청권을 포함한 마이너계약을 하였다.
8. ↑  스프링캠프 초청권을 포함한 마이너계약을 하였다.
9. ↑  스프링캠프 초청권을 포함한 마이너계약을 하였다.
10. ↑  스프링캠프 초청권을 포함한 마이너계약을 하였다.
11. ↑  마이너계약을 하였다.
12. ↑  마이너계약을 하였다.
13. ↑  스프링캠프 초청권을 포함한 마이너계약을 하였다.
14. ↑  원래 FA대상이었지만, 메이저리그 진출을 선언하여 스플릿계약을 하였다.
15. ↑  마이너계약을 하였다.
16. ↑  LG 트윈스에서 방출된 후 이적하였다.
17. ↑  스프링캠프 초청권을 포함한 마이너계약을 하였다.
18. ↑  마이너계약을 하였다.
19. ↑  마이너계약을 하였다.
20. ↑  대학 진학을 희망하여 계약을 포기하였다.
21. ↑  투표 결과 공동 1위를 하여 공동 수상을 하였다.
22. ↑  KBO 2015년 포스트시즌, 4-5위 와일드카드 도입 일간스포츠 2014년 10월 27일

## 경기 중계
지상파 TV
- SBS TV
- KBS 2TV
- MBC TV

케이블 TV
- SBS Sports
- KBS N Sports
- MBC SPORTS+
- SPOTV
- 스카이 스포츠

라디오
- KBS 2라디오
- KBS 대전 2라디오
- KBS 청주 2라디오
- 대전 MBC 라디오
- 대구 MBC 라디오
- 부산 MBC 라디오
- MBC 경남 라디오
- SBS 러브 FM
- TJB 파워 FM
- TBC 드림 FM
- KNN 파워 FM
- kbc My FM

시범경기 중계
- SBS Sports
- KBS N Sports
- MBC SPORTS+
- SPOTV

개막전 중계
- SBS Sports
- KBS N Sports
- MBC SPORTS+
- SPOTV
- 스카이 스포츠

와일드카드 결정전 중계
- 1차전 : KBS 2TV

준플레이오프 중계
- 1차전 : KBS 2TV, KBS 1TV, KBS N Sports, MBC SPORTS+
- 2차전 : SBS TV
- 3차전 : SBS Sports, KBS N Sports, MBC SPORTS+, SPOTV, 스카이 스포츠
- 4차전 : KBS 2TV
- 5차전 : SBS TV, KBS N Sports

플레이오프 중계
- 1차전 : SBS TV
- 2차전 : MBC TV
- 3차전 : KBS 2TV
- 4차전 : MBC SPORTS+, SPOTV, 스카이 스포츠

한국시리즈 중계
- 1차전 : MBC TV
- 2차전 : KBS 2TV
- 3차전 : SBS TV(지역은 KNN TV, TBC TV, kbc TV, TJB TV, ubc TV, JTV TV, CJB TV, G1 TV, JIBS TV)
- 4차전 : MBC TV
- 5차전 : KBS 2TV